# 만토바

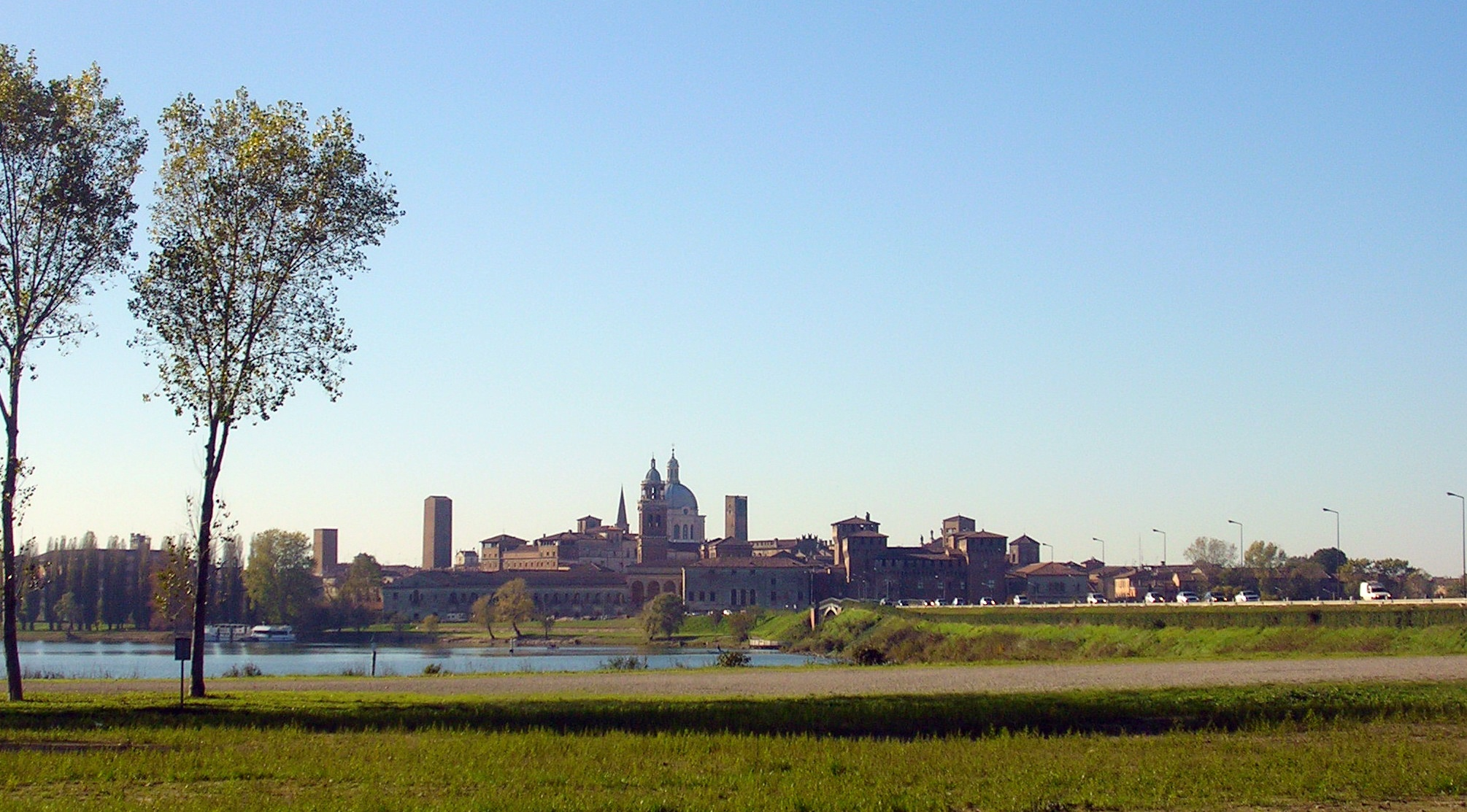
만토바

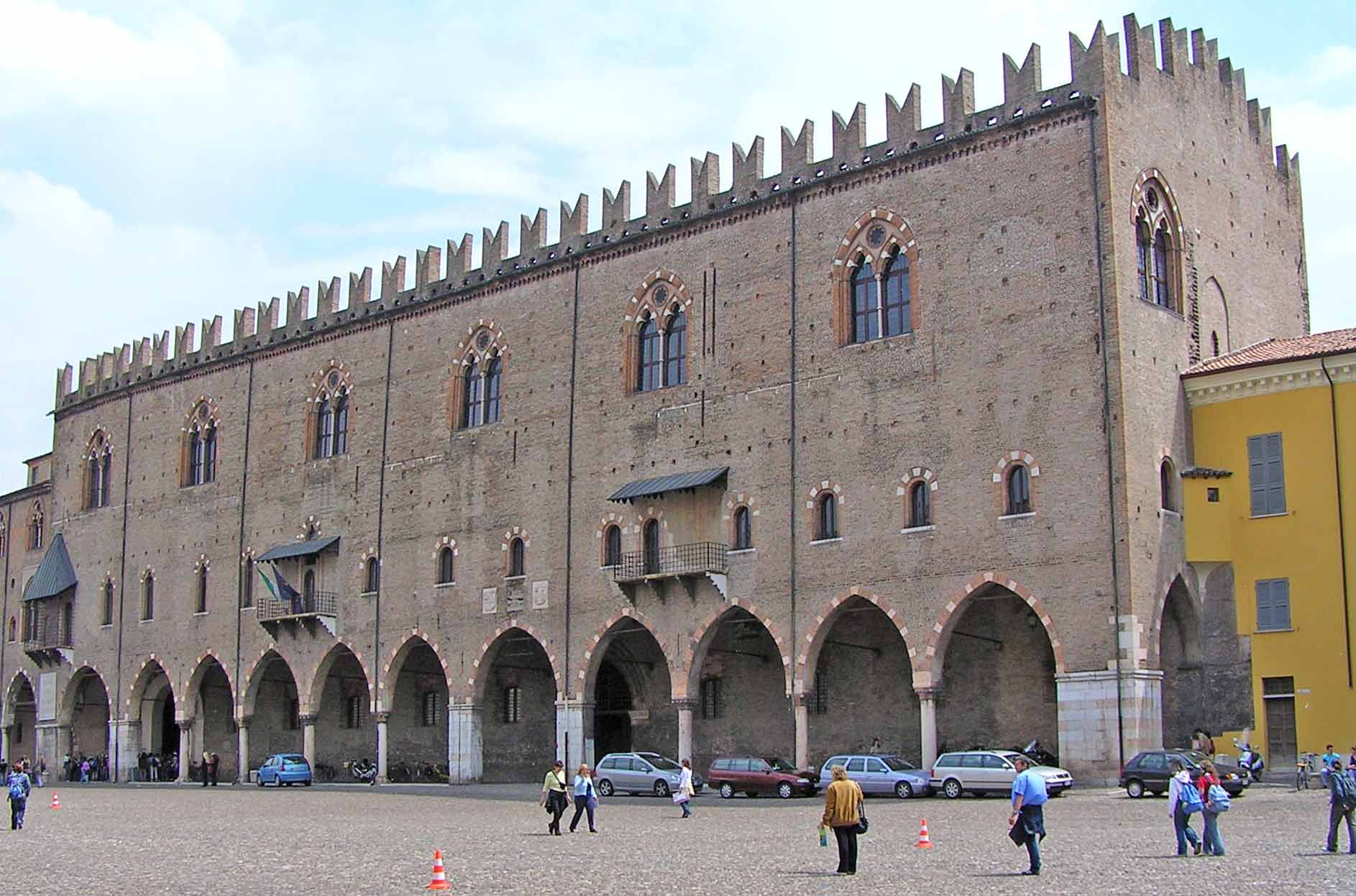
궁전(유네스코 세계문화유산)

만토바(이탈리아어: Mantova, 영어: Mantua)는 이탈리아 북부 롬바르디아주에 있는 도시이다. 인구는 49,273명(2023년 기준)이다.
롬바르디아 주의 동부, 만토바도의 현청소재지이다. 베네토주의 베로나 부근에 있으며, 에밀리아로마냐주와도 접한다. 포강 하류 평야 지대에 있다.

## 역사
역사가 긴 도시로, 기원전 6세기 에트루리아의 마을로 건설되었다. 그 후 로마 제국에 속했다가 동로마, 롬바르드족, 프랑크족 등의 침입을 받았다. 11세기 토스카나에 속했고, 1328년 곤차가 가가 이 곳을 지배하기 시작하면서 문화적으로 크게 번영하였다. 만토바 공국의 중심지로, 레오나르도 다 빈치, 라파엘로 등이 만토바에서 활동하기도 했다. 1707년, 만토바 공국은 멸망하고 이 곳은 오스트리아로 넘어갔으며 잠시 나폴레옹이 점령하여 프랑스가 차지하기도 했다. 그 후 이 곳을 중심으로 이탈리아 통일을 목적으로 하는 리소르지멘토 운동이 일어났고 1866년 이탈리아 왕국에 속하게 되었다.

## 개요
철도, 도로가 각지로 통하는 교통의 요지이며, 예로부터 포강 유역 평야지대의 농산물 집산지로 알려졌고, 특색 있는 요리도 유명하다. 중세 시대의 전성기의 문화 유적이 많다. 당시의 대성당과 그 외의 여러 성당이 있으며, 궁전, 성곽, 도서관 등도 있다. 이러한 만토바의 유서 깊은 중세의 건물들은
2008년 유네스코 지정 세계문화유산으로 등록되었다.

## 같이 보기
- 만토바 대성당